# Parafia św. Michała Archanioła w Broniszewicach
Parafia Świętego Michała Archanioła w Broniszewicach – parafia rzymskokatolicka należąca do dekanatu czermińskiego diecezji kaliskiej. Parafia liczy 445 wiernych.

## Historia
W XIV wieku wieś Broniszewice należała do Broniszów herbu Pomian. Parafię erygowano między 1411 a 1422, wydzielając ją z parafii czermińskiej. W parafii w ciągu wieków wznoszono kościoły drewniane, które ulegały zniszczeniu. Pierwszy z nich był pod wezwaniem św. Michała Archanioła i św. Bartłomieja Apostoła. W XVIII wieku w kościele w Broniszewicach czczono słynący łaskami wizerunek Matki Bożej, który musiał spłonąć wraz ze świątynią. Z poprzednich kościołów zachował się barokowy krucyfiks oraz pacyfikał z XVIII wieku. Obecny ceglany kościół parafialny pod wezwaniem św. Michała Archanioła wzniesiony został w stylu neogotyckim w 1896. Na terenie parafii dominikanki prowadzą dom pomocy społecznej dla chłopców.
Od 25 marca 1992 parafia terytorialnie należy do diecezji kaliskiej, wcześniej w gnieźnieńskiej.

## Proboszczowie
- ks. Hieronim Żurawski – od 2015[5]
- ks. Andrzej Musiał – 2013-2015
- ks. Janusz Kulbarsch – 1990-2013[6]